# Personaggi di Negima
Questa è la lista dei personaggi della serie Negima: Magister Negi Magi.

## Negi Springfield
Negi Springfield (ネギ・スプリングフィールド?, Negi Supuringufīrudo) è l'insegnante responsabile della classe media 3°A dell'Istituto Femminile Mahora. Ha 10 anni all'inizio della serie ed è un mago; è alla ricerca di indizi su suo padre Nagi, scomparso anni fa a seguito di una guerra imprecisata tra maghi.

## Studentesse della classe 3° A

### Sayo Aisaka
Sayo Aisaka (さよ 相坂?) è la 1ª studentessa della classe. In realtà si tratta di un fantasma, uno yūrei per la precisione. Più spesso spaventata che in grado di spaventare, Sayo infesta la sedia n. 1 dalla sua dipartita nel lontano 1940 e, come Evangeline A.K. McDowell (studentessa N° 26), non può allontanarsi dall'Istituto Femminile Mahora anche se può girovagare negli immediati dintorni. Sayo fa la sua prima comparsa effettiva nel capitolo 74 (se escludiamo la foto di gruppo del capitolo 72 in cui appare alle spalle di Asakura e le prime illustrazioni a colori del capitolo 1), quando verrà casualmente notata da Negi durante una votazione per la scelta dell'attività da svolgere nel festival scolastico.
Dopo questo evento e i successivi tentativi delle studentesse della 3ª A per esorcizzare la classe, Sayo rimane invisibile ed inosservata a buona parte delle sue compagne, ad esclusione di Evangeline (anche lei una creatura dell'oltretomba), di Negi e di Kazumi Asakura (studentessa N° 3). Asakura stessa cercherà di sfruttare le capacità di Sayo per farne la perfetta "spia" e poter così raccogliere notizie ed informazioni sull'Istituto nella maniera più discreta possibile.
Nella serie animata, Sayo era la fiamma di gioventù del preside dell'istituto Mahora, che ancora ricorda la poesia scritta dalla ragazza poco prima della sua morte. Nel manga non vengono accennate le cause del decesso, avendo Sayo dimenticato quasi tutto della sua vita terrena, tuttavia il mangaka Ken Akamatsu ha dichiarato che Sayo è stata brutalmente assassinata durante una serie di efferati delitti che ebbero luogo al Mahora Gakuen nel 1940. Successivamente Sayo riesce a svincolarsi parzialmente dalla sua posizione di spirito infestatore, possedendo una piccola bambola di pezza, tenuta sempre con cura dall'amica Asakura.
Nell'anime, dopo il Pactio con Negi (nel 26º episodio), la si vede avvolta in uno sgargiante Yukata giallo e arancione, intenta a lanciare fuochi fatui contro un esercito di mostri.

### Yūna Akashi
Yūna Akashi (明石 裕奈?) è la 2ª studentessa della classe, una ragazza particolarmente atletica che fa parte del club di basket presso l'Istituto Femminile Mahora. La si vede spesso in compagnia di Makie, Ako ed Akira – anche loro membri di club sportivi – e suo padre, il professor Akashi, è un insegnante presso il Mahora Gakuen. Nella sua classe, è una delle ragazze più vivaci ed ha una strana passione per i prodotti messi in vendita dai canali televisivi dedicati allo shopping.
Anche se attualmente non si sa molto sul suo conto, sappiamo che è orfana di madre e che tiene tantissimo al padre. Durante lo scontro con l'esercito di robot di Chao Linghsen, Yūna si dimostra molto battagliera.
Quando Negi e l'Ala Alba si recano in Inghilterra, Yuna e il resto della classe li seguono fino al villaggio dove abitava Negi prima di partire per il Giappone.
In seguito l'Ala Alba parte di nascosto per andare al portale che conduce al mondo magico, ma purtroppo Yuna e altre ragazze (Makie, Ako, Natsumi e Akira) li seguono e così finiscono anche loro nel mondo magico.
A causa della distruzione del portale operata da Fate Avernucus, Yuna si perde insieme a Makie, ma per fortuna si riconciliano con le altre al festival di Ostia.

### Kazumi Asakura
Kazumi Asakura (朝倉 和美?) è la 3ª studentessa della classe. Un membro del club di giornalismo, Asakura è alla perenne caccia dello scoop sulla vita dell'Istituto Femminile Mahora. È un'esperta nell'arte del travestimento ed odia le ingiustizie. Inoltre, essendo la studentessa numero 3 della classe, è compagna di banco di Sayo Aisaka (studentessa N° 1) e per tale motivo è in grado di vedere e percepire lo spettro, a differenza della maggior parte delle sue compagne di classe.
È nata il 10 gennaio 1989. Nel 34º capitolo viene descritta come il database umano della 3ª A. Ha voti molto alti ed è la numero 4 in classe per grandezza di seno.
Asakura è anche una delle prime studentesse a scoprire il segreto di Negi, durante il viaggio a Kyōto, fatto questo che getterà nel panico il giovane mago, perennemente atterrito all'idea di essere trasformato in ermellino.
Tuttavia Asakura, contrariamente alle aspettative, manterrà il segreto ed anzi usufruirà delle doti di Negi per le sue ricerche.
La sua passione per il giornalismo la porterà ad associarsi temporaneamente a Chao Lingshen, anche lei studentessa che frequenta la classe 3° A presso l'Istituto Mahora, durante il torneo di arti marziali organizzato proprio da quest'ultima. Ha un carattere un po' pestifero e ciò spesso causa le feroci irritazioni di Chisame Hasegawa. È l'ottava a stipulare un pactio con Negi, durante il viaggio nel mondo magico.
Nell'Anime, dopo il Pactio con Negi, (26º Episodio) la vediamo ai comandi di una piccola telecamera aerea, intenta a controllare gli spostamenti nemici.

### Yue Ayase
Yue Ayase (綾瀬 夕映?) è la studentessa numero 4 della classe 3° A. A dispetto del fatto di essere estremamente intelligente ed amante dei libri, odia studiare, cosa questa che la porta ad avere il 5° peggiore risultato della sua classe. Per tale motivo, Yue è membro effettivo del gruppo delle "Baka Rangers" (baka = stupido in giapponese), ossia del gruppo delle cinque peggiori studentesse della classe. In particolare, essendone la leader, Yue è anche conosciuta con il soprannome di "Black Ranger".

Yue Ayase

Insieme a Nodoka Miyazaki (studentessa N° 27) ed Haruna Saotome (studentessa N° 14), Yue è anche membro del club di esplorazione della biblioteca. Fa inoltre parte del club di filosofia e la si vede spesso battibeccare con Kotaro Inugami, particolarmente poco propenso alla sua arte retorica.
Insieme ad Haruna, Yue è la maggior sostenitrice del rapporto tra Nodoka e Negi anche se col passare del tempo comincerà a provare una "particolare" simpatia nei confronti dell'insegnante di inglese. Riguardo ai particolari poteri di quest'ultimo, Yue ne viene a conoscenza durante il viaggio a Kyōto, quando la sede dell'associazione magica del Kansai dove lei e le altre ragazze sono ospiti viene attaccata. In seguito, Yue stipulerà il patto con Negi, divenendo in grado di utilizzare la stregoneria. Infatti, sarà proprio lei a diventare lo stregone ufficiale del gruppo.
Durante il viaggio nel mondo magico, viene separata dai suoi compagni a causa della distruzione del portale.
Si materializza davanti a Collette Fallendoll, studentessa di una scuola di magia di Ariadne, una delle nazioni del mondo magico. Collette senza volerlo la investe (stava leggendo mentre volava rasoterra con una scopa) e provoca un'amnesia a Yue.
Pur non ricordando nulla, Yue fa amicizia con Collette ed entra a far parte di quella scuola dimostrandosi un'ottima allieva.
Dopo aver vinto una pericolosa gara, viene scelta insieme ad alcune compagne per far parte dei cavalieri nazionali di Ariadne, che dovranno rappresentare la loro nazione all'anniversario che si svolge ad Ostia per celebrare la fine della guerra.
Durante le celebrazioni, il gruppo di Yue viene avvertito di alcuni tumulti in città (ovvero lo scontro tra il gruppo di Negi e quello di Fate) e siccome collaborano col servizio d'ordine, intervengono.
Yue incrocia casualmente Negi, non lo riconosce ma sente in qualche modo di potersi fidare di lui. Perciò quando le sue compagne attaccano Negi in quanto ricercato, Yue gli chiede di stordirla, così Negi avrà la possibilità di scappare e Yue non dovrà cercare di catturarlo.
Nell'anime, dopo il Pactio stipulato nel 26º episodio, la vediamo equipaggiata con una scopa di saggina e un cappello da strega, perfettamente in grado di eguagliare la potenza magica dello stesso professore.

### Ako Izumi
Ako Izumi (和泉 亜子?) è una timida ed atletica ragazza che fa parte del club di calcio femminile della scuola e che lavora come assistente all'infermeria dell'Istituto Femminile Mahora, ragione per cui la si vede talvolta indossare l'uniforme da infermiera. Ha una grande cicatrice di origine ignota sulla schiena, ed è inoltre l'unica ragazza della 3ª A ad indossare i reggicalze sotto l'uniforme scolastica. È grande amica di Makie Sasaki (studentessa N° 16), Akira Ōkōchi (studentessa N° 6) e di Yūna Akashi (studentessa N° 2), anche loro membri dei club sportivi. Inoltre, Ako è anche la responsabile del club maschile di calcio.
Come accennato nel capitolo 62 del manga, ha un fratello maggiore. È una buona chitarrista e membro del gruppo pop della 3ª A insieme a Madoka Kugimiya (studentessa N° 11), Misa Kakizaki (studentessa N° 7) e Sakurako Shiina (studentessa N° 17).
Nel manga, si infatua di Negi in versione "adolescente" e lo invita al concerto del secondo giorno del festival scolastico del Mahora Gakuen, insieme a Kugimiya e Kotarou, quest'ultimo a sua volta in versione "adolescente".
Anche lei seguirà Negi nella sua terra natia e finisce sperduta nel mondo magico; qui verrà fatta schiava e spesso maltrattata da uno dei superiori. In uno di questi casi venne salvata dal Nagi (ovvero il Negi adolescente, ma lei lo ignora) e scoprirà pian piano di essere davvero innamorata di lui.
Ako scoprirà casualmente che il suo amato Nagi è in realtà Negi (uno dei superiori della ragazza, Tosaka, aveva scoperto la vera identità di Negi, e minacciava di consegnarlo alle autorità in quanto ricercato) restandone scioccata. Ma poi accetterà il fatto (e salverà Negi dal ricatto di Tosaka) confessando a Negi il suo amore prima dell'incontro con Rakan.
Dopo il tornero, sarà proprio Negi a liberarla togliendole il collare da schiava.
Nell'anime, dopo il Pactio con Negi nell'episodio 26, la vediamo con l'uniforme da infermiera e un'enorme siringa, pronta a "punzecchiare" i cattivi della situazione.

### Ōkōchi Akira
Ōkōchi Akira (大河内 アキラ?) è la studentessa N° 6 della classe 3° A. Atletica e timida, oltre ad essere componente del club di nuoto, è grande amica di Makie Sasaki (Studentessa N° 16), Ako Izumi (Studentessa N° 5) e Yūna Akashi (Studentessa N° 4), anche loro membri dei club sportivi.
Akira assomiglia molto a Motoko Aoyama di Love Hina. Considerando l'alto tasso di elementi "fuori dall'ordinario" della 3°A e la sua finora ridotta presenza nel corso della serie, si specula che possa essere una sirena.
Quando Chao Lingshen completa il suo piano per rivelare al mondo l'esistenza della magia e dei maghi, Akira è una delle poche ragazze della classe a rimanere calme di fronte alla ricomparsa di Negi. Ovviamente, la sua conoscenza sull'esistenza della magia è cancellata dalla sua memoria con il ritorno di quest'ultimo dal futuro.
Akira è inoltre la co-protagonista in un breve capitolo muto insieme a Negi all'interno del manga.
Nella saga del mondo magico viene schiavizzata e obbligata a fare la cameriera insieme a Natsumi ed Ako, per poi venire riscattata insieme a loro da Negi quando quest'ultimo vincerà la sfida contro Rakan.
Nell'anime, dopo il Pactio con Negi, episodio 26, la si vede in costume da nuoto, intenta a scagliare turbini d'acqua contro mostri e demoni.

### Misa Kakizaki
Misa Kakizaki (柿崎 美砂?) è la studentessa numero 7 della classe 3° A, oltre ad essere la leader delle cheerleader della classe: Madoka Kugimiya (Studentessa numero 11) e Sakurako Shiina (Studentessa numero 17). È nata il 15 maggio 1988. Ama le prugne, adora fare shopping (va in centro tutti i fine settimana) ed odia le bevande gassate. Nel capitolo 27 del manga, Madoka accenna al fatto che Misa sia fidanzata. È membro del club di canto e cheerleader del Mahora.
Nell'anime, dopo il Pactio con Negi, nell'episodio 26, la vediamo vestita da cheerleader intenta a risollevare magicamente gli animi delle compagne.

### Asuna Kagurazaka
Asuna Kagurazaka (神楽坂 明日菜?) è la studentessa numero 8 della classe 2ªA, presso l'Istituto Femminile Mahora, oltre ad essere l'irascibile, violenta ed attaccabrighe protagonista della serie, insieme a Negi Springfield. È nata il 21 aprile 1988, fa parte del club di belle arti e il suo gruppo sanguigno è B. Pur essendo orfana di entrambi i genitori, e quindi costretta a pagarsi la retta attraverso lavori part-time mattutini (come la consegna dei quotidiani), è a tutti gli effetti una studentessa dell'istituto e condivide la sua stanza di dormitorio con Konoka Konoe (Studentessa N° 13), sua migliore amica, e lo stesso Negi, affidatole in cura dal Preside del Mahora Gakuen. Asuna è in continuo conflitto con Ayaka Yukihiro (Studentessa N° 29), sua migliore nemica/amica ed ha una cotta per il precedente professore d'inglese e responsabile della 1°A, Mr. Takahata. Fa anche parte del gruppo delle "Baka Rangers", con il nome di "Baka Red". È anche la prima fra le ragazze a scoprire il segreto di Negi, quando questi è costretto ad usare la magia per salvare Nodoka Miyazaki (Studentessa N° 27). Inizialmente la loro relazione non è delle migliori, ma nel corso della storia migliora ed Asuna assurge al ruolo di "sorella maggiore" di Negi e di sua protettrice. Infatti, è la prima studentessa con cui Negi stringe un Pactio e la sua arma è una gigantesca spada (quasi sempre però sostituita da un fan di carta) che farà la sua prima comparsa nel capitolo 61 del manga, quando Asuna tenterà di salvare Negi da un branco di squali.
Asuna gode di una praticamente assoluta immunità alla magia e prima di arrivare all'Istituto Mahora aveva viaggiato con Nagi, il padre di Negi, e la sua compagnia. Infatti, come rivelato successivamente, Asuna è la principessa che Nagi e il suo gruppo avrebbero dovuto proteggere; non ha memoria del suo passato perché i suoi ricordi sono stati sigillati per impedire che le scene cruenti alle quali ha assistito finissero con il segnarla profondamente, in maniera indelebile. Ma l'effetto di questi ricordi spesso torna in superficie, in maniera imprevedibile, come accade durante il Torneo di Arti Marziali dell'Istituto Mahora, quando Asuna tenta di uccidere Setsuna Sakurazaki (Studentessa N° 15), sua avversaria nonché maestra di arti marziali, oltre che fidata amica.
Dopo aver combattuto nella grande battaglia contro Chao Lingshen, decide di affidarsi ad Evangeline per sviluppare le sue capacità di combattimento. E grazie a questo addestramento Asuna diventa davvero molto potente. Insieme all'Ala Alba (il gruppo formato da Negi e le sue alunne) si reca nel mondo magico, ma viene separata dagli altri a causa della distruzione del portale da parte di Fate Averruncus. Asuna si ritrova con Setsuna, e sono spiate da Tsukuyomi, poi si riuniscono con Nagase e Konoka. Infine ad Ostia, Asuna felicissima rincontra Negi e il resto del gruppo. Dopo aver soccorso Nodoka e i suoi nuovi amici, attaccati da un gruppo di cacciatori di taglie, Asuna e gli altri tornano ad Ostia. Qui avviene l'incontro/scontro con Fate: Asuna convince Negi a rifiutare la proposta di Fate di tornarsene tranquilli nel loro mondo abbandonando quello magico al suo destino, e quando inizia la battaglia, Asuna da prova di una grande forza. Durante la battaglia, Asuna e Setsuna sono separate da Negi, che combatte contro Fate. Setsuna allora fronteggia Tsukuyomi mentre Asuna corre da Negi. Durante il tragitto però viene intercettata da due ministra magi di Fate e una di loro, Shiori, la bacia: così facendo la stordisce e si trasforma in un esatto duplicato di Asuna, in modo da infiltrarsi nel gruppo di Negi. La vera Asuna, insieme ad Anya, è adesso prigioniera di Fate, che utilizza un incantesimo per farle tornare la memoria.
Attraverso i flashback e la sua memoria è possibile ricostruire parte del suo passato: Asuna è nata nella famiglia reale di Ostia col nome di Asuna Vesperina Theotonasia Enteofushia e le è stato assegnato il titolo di principessa imperiale del crepuscolo. Scoperti subito i suoi poteri la sua stessa famiglia l'ha sfruttata come un oggetto per secoli, lei stessa afferma in alcuni flashback che non ha mai avuto niente né è mai stata qualcuno. Quando la grande guerra iniziò, incontrò per la prima volta Nagi Springfield, il Thousand Master allora quindicenne, che si affezionò a lei e le promise di salvarla. In seguito però venne catturata dal Mago dell'Origine, il capostipite della sua famiglia che possiede i suoi stessi poteri, che voleva sfruttarla per distruggere il mondo magico. Nagi sconfisse il mago e salvò Asuna. Finita la guerra la principessa Arika Anarchia Enteofushia venne incoronata regina e, per proteggere Asuna dai senatori di Megalosembria che volevano a loro volta sfruttarla, sigillò la principessina tra le rovine della capitale distrutta di Ostia. Probabilmente dopo che Nagi salvò Arika dalla sua condanna a morte, anche Asuna venne liberata e iniziò a viaggiare con i membri del Ala Rubra, che la chiamano la loro principessina (durante quel periodo imparò a usare il kanka). Nei flashback di quel periodo si nota molto bene che Asuna non è innamorata di Takamichi e lo tratta come un amico, mentre si può notare che aveva dei sentimenti per Nagi, dichiarando addirittura che in futuro voleva fare un pactio con lui! È possibile che abbia addirittura trascorso del tempo con Arika prima della nascita di Negi, e forse i due si erano già incontrati quando lui era ancora un neonato. Dopo la scomparsa di Nagi, Asuna prossegui il viaggio con Takamichi e Gatou, ma poi quest'ultimo mori per motivi non ancora chiari, la sua morte fece piangere Asuna forse per la prima volta in tutta la sua vita. In seguito andò con Takamichi all'istituto Mahora, assunse l'identità di Asuna Kagurazaka e la sua memoria fu sigillata.
Nell'anime, il suo personaggio è leggermente differente. Fisicamente, è particolarmente evidente la sua eterocromia, ossia, uno dei suoi occhi è blu, l'altro verde. Ma la differenza principale riguarda la sua immunità alla magia, frutto di un contratto con un demone, siglato per perdere o sopprimere l'abilità naturale che l'accompagna sin dall'infanzia: la capacità di evocare i demoni. Il prezzo di tale contratto è la sua morte, programmata per avvenire nella mezzanotte del suo quattordicesimo compleanno, morte che verrà sventata grazie all'aiuto – in parte involontario – di Negi e tutta la classe 3° A, attraverso un viaggio nel passato, nove anni prima rispetto agli eventi attuali. Di fatto nell'anime quindi il personaggio è stato completamente sconvolto e alterato rispetto alla sua originalità del manga. Nella seconda serie animata, Negima?!, Asuna è nuovamente diversa sia dal manga che dalla prima serie, perché viene mostrata come una ragazza normale, dotata certamente di una grande forza, ma comunque priva di poteri magici. Del passato di tale versione della ragazza non si sa nulla.

### Misora Kasuga
Misora Kasuga (春日 美空?) è la studentessa numero 9 della classe 3° A, presso l'Istituto Femminile Mahora, e fa parte del club di atletica leggera. Sebbene non si conosca molto di lei, Misora è chiaramente un maschiaccio iperattivo, anche se la si vede talvolta indossare la veste tipica delle suore.
Nel 110º capitolo del manga si apprende che anche lei è una ministra magi (un'apprendista) e che fa parte delle "forze di difesa" dell'istituto Mahora. Per quel che è possibile dedurne, i suoi poteri hanno carattere mistico. Da quanto dichiarato più avanti, Misora è un minister con scarso entusiasmo perché i suoi genitori (probabilmente maghi anche loro) l'hanno costretta ad entrare come adepta nel clan del "Mondo interno".
Essendo una maga che vive in mezzo agli umani sa quale è, di conseguenza, la punizione per chi si fa scoprire (cioè venir trasformati in ermellino) e ne è completamente terrorizzata, tanto che quando lei è in missione per l'ordine durante il festival scolastico e le sue compagne la riconoscono inizia ad agitarsi terribilmente dando il via a scene demenziali. Come ad Asakura ed Haruna, le piacciono i pettegolezzi: in un episodio si traveste addirittura da prete per carpire in confessionale il nome della ragazza di cui è innamorato Negi.
Il suo artefatto, nel manga, è rappresentato da un paio di scarpe da ginnastica che le permettono di correre e saltare in maniera eccezionale e nell'anime, dopo il pactio con Negi, siglato nell'episodio 26, la si vede vestita da suora intenta a lanciare fulmini contro i demoni avversari.

### Chachamaru Karakuri
Chachamaru Karakuri (絡繰 茶々丸?) è un ginoide creato da Satomi Hakase (Studentessa N° 24) e Chao Lingshen (Studentessa N° 19) per Evangeline A.K. MacDowell ed alimentato sia da fonti di energia meccaniche che dalla magia (in particolare è dotata di anima, al contrario delle altre macchine create dal duo di "scienziate folli").
A dispetto del fatto che le sue parti robotiche siano evidentissime, come ad esempio le sue antenne a forma di orecchie di coniglio e la molla dalla quale trae in parte l'energia meccanica che le serve, solo Kamo e Chisame Hasegawa (Studentessa N° 25) sembrano aver realizzato la sua vera natura. Ad ogni modo, al di là della sua vera identità, Chachamaru possiede un animo nascosto, sensibile ed attento ed è la sola amica di Evangeline, oltre ad esserne "Minister Magi". A testimonianza di ciò, sebbene in principio il suo comportamento possa sembrare freddo e privo di emozioni, la si vede spesso compiere atti caritatevoli che l'hanno resa estremamente popolare in città.
Chachamaru fa anche parte dei club di Go e di cerimonia del tè, ma solo per poter meglio seguire, e servire, Evangeline e come molte altre studentesse ha una particolare simpatia per Negi. Devota alle sue creatrici, è uno dei membri dell'esercito d'invasione marziano; in particolare si occupa di Cyber Warfare scontrandosi con Chisame Hasegawa.
Nell'anime, dopo il Pactio con quest'ultimo, siglato nell'episodio 26 (Chachamaru è legata ad Evangeline da un Doll contract, ovvero un legame di natura burattinaia/burattino), la sua potenza viene notevolmente amplificata. Il suo cognome "Karakuri" in giapponese significa "meccanismo".

### Madoka Kugimiya
Madoka Kugimiya (釘宮 円?) è la più seria delle tre cheerleader della classe e fa spesso in modo che le altre due, soprattutto Sakurako, non si caccino nei guai. Le piacciono i tagliolini Gyuudon, gli accessori in argento ed è una fan di Avril Lavigne ma odia i playboys. Rassomiglia a Motoko Aoyama di Love Hina con i capelli corti.
Oltre a far parte del gruppo delle cheerleader, Madoka è anche membro del gruppo pop della 3ª A, insieme ad Ako Izumi (studentessa N° 5), Misa Kakizaki (studentessa N° 7) e Sakurako Shiina, e durante il festivale scolastico spinge Izumi ad invitare Negi in versione "adolescente" al concerto del loro complesso. Molto protettiva nei confronti di Ako, non ci penserebbe due volte a gettarsi in sua difesa, come dimostra durante il festival scolastico. Sembra che provi qualcosa per il Kotaro adolescente.
Nell'anime, dopo il Pactio con Negi, (26º Episodio), la vediamo vestita da cheerleader, intenta a risollevare magicamente il morale delle proprie compagne di battaglia.

### Kū Fei
Kū Fei (古 菲?) è la 12ª studentessa della classe. È l'energetico, allegro e popolarissimo capitano cinese del club di Kung-fu e precedente vincitrice del Torneo di Arti Marziali dell'Istituto Mahora. Nel nuovo torneo, contro ogni aspettativa (sua compresa), riesce a battere Mana Tatsumiya (studentessa N° 18), anche se le gravi ferite riportate la costringeranno a dare forfait e ritirarsi.
Assomiglia molto a Kaolla Suu di Love Hina ed è anche lei membro delle "Baka Rangers", con il nome di "Baka Yellow". In tal proposito, lei stessa afferma di non potersi dedicarsi molto allo studio a causa delle sue difficoltà di comprensione, dovute alla differenza tra i kanji della lingua giapponese e di quella cinese.
Odia essere usata da Satomi Hakase (studentessa N° 24) e Chao Lingshen (studentessa N° 19) come cavia per i loro esperimenti. Conosce il segreto di Negi dall'operazione di salvataggio di Konoka Konoe a Kyōto, e proprio dopo tale serie di avvenimenti, prende il giovane insegnante di inglese come suo apprendista di kenpō, infatti, fra le altre cose è anche campionessa di Wu-Shu, antica arte bellica cinese. La sua inflessione finale tipica è "-aru". Pur non essendo una partner di Negi, fa parte del suo gruppo d'attacco contro Chao Ling Shen.
Nell'anime, dopo il Pactio con Negi nell'episodio 26, la vediamo vestita in stile cinese, intenta a combattere con due tonfa tradizionali.

### Konoka Konoe
Konoka Konoe (近衛 木乃香?) è la 13ª studentessa della classe e la compagna di stanza di Asuna e Negi, nel dormitorio del Mahora Gakuen, oltre ad essere la nipote del preside dell'istituto. È nata il 18 marzo 1989, il suo gruppo sanguigno è AB. Ama l'occulto e cucinare, non odia niente. È segretaria, membro del gruppo di studio sulla preveggenza e del club di esplorazione della biblioteca.
È una delle migliori amiche di Asuna insieme con la nemica/amica Ayaka Yukihiro e grande sostenitrice di Negi. Essendo la nipote di Konoemon Konoe, capo dell'associazione magica del Kantō, è a sua volta dotata di grandi poteri. In generale pare che la capacità di Konoka sia quella di controllare la stessa energia magica. Suo padre è il capo dell'associazione magica del Kansai ed ha sposato sua madre in un matrimonio combinato con l'obiettivo di ridurre le tensioni tra l'Est (il Kantō, sede Tokyo) e l'Ovest (Il Kansai, sede Kyōto); la famiglia Konoe fa parte del clan Fujiwara, il più nobile ed aristocratico del Giappone, tra le cui file, a partire dall'VIII secolo fino al XX, l'imperatore sceglieva la sua sposa (la prima a non far parte del clan Fujiwara è l'attuale imperatrice).
Nel manga, Konoe è anche la quarta persona con cui Negi stipula un Pactio e la sua principale caratteristica è la magia risanatrice. Ha una forte simpatia per Setsuna Sakurazaki (studentessa N° 15), sua amica d'infanzia e "protettrice dall'ombra", simpatia che appare più essere a carattere "romantico" (in chiave yuri) che altro (di per contro è chiarissimo che Setsuna prova forti sentimenti per la sua amica, una delle ragioni per cui cerca di evitare la sua compagnia, conscia anche della infinita differenza di classe tra di loro). A testimonianza di tale rapporto, Konoka usa per la prima volta i suoi poteri proprio per salvare Setsuna, quando quest'ultima le fa scudo col suo corpo per impedire ad una freccia scagliata da un demone di ferirla. Ferita dalla freccia, Setsuna precipita dal tetto del castello sul quale le due si trovano e Konoka, pur di salvarla a sua volta, si getta insieme a lei e grazie alla sua magia arresta la loro caduta a precipizio ed in seguito cura e guarisce del tutto la ferita della giovane compagna.
Nell'anime, dopo il Pactio con Negi siglato nell'episodio ventisei, la vediamo vestita con un kimono tradizionale, mentre stringe due ventagli di carta.

### Haruna Saotome
Haruna Saotome (早乙女 ハルナ?) è la 14ª studentessa della classe. È la fonte di ogni pettegolezzo dell'Istituto Mahora e compagna fissa di Yue Ayase (studentessa N° 4) e Nodoka Miyazaki (studentessa N° 27). A differenza di queste ultime due, in principio non è a conoscenza del segreto di Negi, infatti le due amiche la tengono all'oscuro di tale situazione per impedire che i suoi pettegolezzi possano mettere a repentaglio il futuro del giovane mago.
È nata il 18 agosto 1988, il suo gruppo sanguigno è B. Ama la cerimonia del tè e le scene cruente, odia i rettili e le scadenze. In ogni caso, come le altre due, anche Haruna è membro del club di esplorazione della biblioteca e si è prefissa come missione personale quella di riuscire a far fidanzare Negi e Nodoka, che loro lo vogliano o no. Il suo soprannome è "Pal" (Haruna → Haru (abbreviazione) → Paru (assonante in giapponese) → Pal (omofono inglese) = "amico") ed è anche membro del club dei manga.
Haruna è anche la sesta ragazza a stipulare un Pactio provvisorio con Negi, subito dopo Yue. Il suo artefatto è il suo sketch book (blocco da disegno o da schizzi), i cui disegni si animano.
Nell'anime, dopo il Pactio con Negi siglato nell'episodio 26, la si vede vestita da pittrice, con un basco blu e un grembiule bianco e la sua fida tavolozza, con la quale è in grado di animare i suoi disegni per utilizzarli contro i nemici.

### Setsuna Sakurazaki
Setsuna Sakurazaki (桜咲 刹那?) è la 15ª studentessa della classe e uno dei personaggi più atipici di tutto Negima. Esperta nel kendō della scuola Shinmei di Kyōto, lo stesso dojo di Motoko Aoyama di Love Hina, è amica d'infanzia di Konoka Konoe (studentessa N° 13), anche se si comporta più come sua guardia del corpo che come semplice amica. Nutrendo una devozione sconfinata nei suoi confronti, oltre ad un profondo sentimento di rispetto, utilizza sempre il titolo onorifico di ojou-sama ogni qual volta le si riferisce o le parla. Dietro tali atteggiamenti, comunque, è evidente un'affezione amorosa (in chiave yuri), tradita da più eventi e situazioni. Comunque raramente comunica con Konoka preferendo proteggerla dall'ombra.
In verità Setsuna è una hanyō, cioè un demone mezzo-sangue, e per questo è dotata di due ali bianche; inoltre, da quanto dichiarato da Evangeline è possibile dedurre che i suoi capelli siano tinti e che indossi delle lenti a contatto per alterare il colore degli occhi e la forma della pupilla; il suo timore è che la verità sulla sua natura possa farla odiare da Konoka, cosa che naturalmente non si verifica quando il suo segreto viene scoperto. In tal proposito, gli unici ad esserne a conoscenza sono Asuna, Konoka, Evangeline A.K. MacDowell, Chachamaru Karakuri e Negi; essendone Chachamaru a conoscenza, ne sono di conseguenza informate anche Chao Lingshen e Satomi Hakase.
Dopo l'incidente di Kyoto, Setsuna diventa più aperta, anche con Konoka. Occasionalmente opera esorcismi con Mana Tatsumiya ed è la terza persona con cui Negi stipula un Pactio; la sua arma abituale è una nodachi, un tipo particolare di sciabola usata dalla cavalleria tradizionale giapponese, lunga 150 cm, di nome Yuunagi; il suo artefatto è invece costituito da pugnali tradizionali giapponesi che può comandare a suo piacere. La sua abilità nell'uso del ki, inoltre, le permette di creare uno shikigami, comunemente chiamato "Chibisetsuna", chiaramente la sua versione superdeformed.
È la prima a scoprire la natura non umana di Chao Lingshen, quando entra in contatto con l'artefatto Cassiopea, insieme a Negi, che subito comprende non poter essere stato creato da un umano o mago. Spesso, anche contro la sua volontà, veste le orecchie da gatto, comunemente conosciute come nekomimi. Nell'anime, dopo il Pactio con Negi, la vediamo indossare un mantello nero a collo alto, da cui spuntano le ali, e brandire la sua fida sciabola. Nel periodo 252 Setsuna ha stipulato un Pactio con Konoka, dopo un lungo bacio.
Dopo lo sviluppo del suo personaggio, la sua popolarità l'ha resa 1° nella classifica di gradimento che viene pubblicata insieme al manga, permettendole di battere sia Makie Sasaki, che Nodoka Miyazaki. Nell'ultima classifica pubblicata, Setsuna è attualmente in prima posizione, seguita subito dopo da Nodoka e Asuna, rispettivamente al secondo e terzo posto.

### Makie Sasaki
Makie Sasaki (佐々木 まき絵?) è la 16ª studentessa della classe. È la femminile, infantile, allegra, delicata e popolarissima ginnasta ritmica della classe. Ha una forte simpatia per Negi ed è una grande amica di Yūna Akashi, Ako Izumi e Akira Ōkōchi. Anche lei, è membro delle "Baka Rangers", con il nome di "Baka Pink", essendo la 2° peggiore studentessa dell'intero Istituto Mahora. In classe, invece, è la studentessa più popolare del gruppo. Il suo soprannome nella ginnastica artistica è "l'albatross rosa", come detto nel capitolo 56 del manga, chiaramente ispirato al "Fenicottero di Belgorod", Svetlana Khorkina. Inoltre, nella vita usa il suo nastro praticamente per fare qualsiasi cosa, come afferma lei stessa.
Makie segue l'Ala Alba nel Galles, e sarà tra le ragazze che seguiranno di nascosto il gruppo fino al portale per il mondo magico, nel quale ci finiranno per sbaglio. Insieme a Yuna, verrà separata dagli altri a causa della distruzione del portale ad opera di Fate Averruncus, tuttavia troveranno accoglienza come cameriere presso persone amichevoli, che permetteranno loro di recasi ad Ostia per l'anniversario della fine della guerra. E qui si riuniranno a tutte le loro compagne.
Nell'anime, dopo il Pactio con Negi siglato nell'episodio 26, la vediamo avvolta in un costume da ginnastica artistico/ritmica, mentre agita il suo fido nastro rosa come se fosse una frusta.
Makie doveva inizialmente ricoprire il ruolo di Konoka Konoe come miglior amica della protagonista. Sasaki è una nota marca di attrezzi per la Ginnastica Ritmica.

### Sakurako Shiina
Sakurako Shiina (椎名 桜子?) è la 17ª studentessa della classe. È la più allegra delle tre cheerleader della classe, oltre a far parte del club di lacrosse. Insieme con le gemelle Fuuka e Fumika Narutaki forma il trio delle ragazze iperattive della classe. Sakurako adora il karaoke, i suoi gattini e i biscotti. Come hobby, Sakurako adora scommettere e riesce a vincere le sue scommesse la maggior parte delle volte, traendone un grande profitto. Inoltre, per molto tempo è stata compagna di classe di Asuna Kagurazaka e Ayaka Yukihiro, motivo per il quale conosce le due ragazze molto bene.
Nell'anime, dopo il Pactio con Negi siglato nell'episodio 26, la si vede vestita da cheerleader, intenta a risollevare magicamente il morale delle proprie compagne.

### Mana Tatsumiya
Mana Tatsumiya (龍宮 真名?) è la 18ª studentessa della classe e la miko della classe 3° A. Lavora part-time al tempio Tatsumiya e come esorcista mercenaria, talvolta in compagnia di Setsuna.
Scopre il segreto di Negi a Kyōto, anche se era già a conoscenza dell'esistenza dei maghi, essendo una "ministra magi". All'apparenza, infatti, fa parte del club di biathlon solo in quanto innamorata del capitano di tale associazione, ma in realtà probabilmente la sua è solo una copertura e il suo vero amore era un mago che ha perso la vita in passato, come nota Chamo nel manga, osservando la fotografia nel pendente di Mana, da cui la ragazza non si separa mai. Inoltre, Mana porta sempre con sé la carta del suo Pactio, che probabilmente le permette di evocare le sue pistole.
Durante il festival del Mahora Gakuen, la vediamo schierata con Chao Lingshen e quando combatte rivela una particolare ed ovvia predilezione per il combattimento a distanza, anche se riesce a cavarsela anche nei duelli a breve distanza, spesso usando a sua difesa alleate particolarmente abili nelle arti marziali, come Setsuna o Kū Fei. Le piace combattere contro quelli che sono reputati forti, e nello scontro finale del torneo, combatterà contro Kaede Nagase, concludendo con un pareggio. Dopo la distruzione del portale, lei e Takamichi sono stati chiamati nel mondo magico (prima che il portale venisse completamente chiuso) per trovare i dispersi e dare la caccia a Fate.
Sulla sua carta è riportato il nome "Arcana Mana" e non "Tatsumiya Mana" ed il numero d'indice è "I", inoltre tale carta differisce da quelle create da Negi. Nell'anime, dopo il Pactio con Negi, siglato nell'episodio 26, la si vede avvolta in un succinto abito di pelle, mentre imbraccia un grosso fucile di precisione.

### Chao Lingshen
Chao Lingshen (超 鈴音?) è la 19ª studentessa della classe e il genio dell'Istituto Mahora. Ricchissima ragazza, apparentemente cinese, è la migliore amica di Satomi Hakase (Studentessa N° 24) insieme alla quale ha creato Chachamaru Karakuri, ed è la proprietaria del Chao Bao Zi, il "ristorante" dove lavorano la stessa Chachamaru, Satsuki Yotsuba e Kū Fei, oltre a far parte di numerosi altri club scolastici, compresi alcuni di livello universitario. Nonostante ciò, le sue origini rimangono per buona parte del manga misteriose. Per sua stessa ammissione, Chao non è una maga e non è dotata di poteri magici, né è in grado di controllare l'energia latente del ki, tuttavia non per questo è meno pericolosa degli altri maghi presenti nel Mahora, tant'è che la stessa Evangeline A.K. MacDowell la definisce una persona malvagia, sebbene in modo differente dal suo.
Rimasta in ombra per buona parte della serie, Chao diventa protagonista durante il festival del Mahora Gakuen, in quanto principale sponsor ed organizzatrice del Torneo di Arti Marziali dell'Istituto Mahora, in realtà una copertura montata ad arte per riuscire a raccogliere prove pubbliche dell'esistenza dei maghi, da fornire in pasto all'opinione pubblica. Contro di lei, per fermarla, si muoveranno a turno i diversi maghi che fanno parte del comitato scolastico, aiutati di volta in volta dalle studentesse che ruotano intorno a Negi e dallo stesso insegnante bambino quando il torneo di arti marziali si sarà concluso. È proprio al termine di questa fase che si apprende come in realtà Chao provenga da Marte, da un'epoca futura in cui il pianeta rosso sarà stato reso abitabile. Inoltre, sempre durante questo confronto si apprende come il suo obiettivo sia quello di modificare il suo stesso futuro agendo sull'era attuale; contestualmente, dichiara anche di essere una discendente di Negi e lo invita ad unirsi a lei nella sua operazione. Avendo ricevuto un rifiuto, porta avanti il suo piano come stabilito, sconfiggendo il comitato dei maghi e svelando al mondo intero l'esistenza dell'Inner World, il mondo segreto gestito dai maghi e fino ad allora sconosciuto alla popolazione mondiale. Tuttavia, Negi & Co. riescono a ritornare indietro nel tempo grazie al cassiopeia, spingendola a modificare i suoi piani, fino a costringerla ad uno scontro diretto. Dopo aver facilmente battuto Asuna e Setsuna, ed aver sconfitto Takahata, viene sfidata a duello da Negi, dal quale verrà sconfitta. Riconciliatasi con Negi e con le sue compagne, Chao torna nel suo tempo, non prima di aver consegnato al suo antenato un libro con l'albero genealogico della sua famiglia, che contiene quindi anche il nome della futura compagna del professore.

### Kaede Nagase
Kaede Nagase (長瀬 楓?) è la 20ª studentessa della classe e kunoichi del clan Koga. Calma e gentile, Kaede è un membro delle "Baka Rangers", con il nome di "Baka Blue". È anche una delle prime ragazze a scoprire il segreto di Negi, quando lo rincuora dopo il primo scontro con Evangeline A.K. MacDowell, durante il quale il mago se l'era cavata per un soffio e solo grazie al provvidenziale intervento di Asuna Kagurazaka ed al suo potere di neutralizzazione della magia. Da allora ne diventa anche maestra, anticipando così le lezioni di Kū Fei.
Durante il viaggio a Kyoto, partecipa all'operazione di salvataggio di Konoka e in seguito, nel torneo di Arti Marziali dell'Istituto Mahora, supera agevolmente le qualificazioni, finendo con l'affrontare nelle semifinali il Colonnello Sanders, contro il quale a nulla varrà la sua abilità nel creare una serie di doppi ombra. Al termine del Torneo, la si vedrà accettare Kotaro come suo allievo ed intervenire insieme al gruppo d'attacco contro Chao Lingshen.
Sarà membro dell'Ala Alba, che seguirà nel mondo magico, e vi si perderà insieme agli altri per via della distruzione del portale.
Si ritroverà insieme a Konoka, svolgendo "lavoretti" a favore dei villaggi che incontrano (come la caccia ai draghi), finché non si riuniranno prima con Setsuna e Asuna, poi con tutti gli altri. Stipula un pactio con Negi, ottenendo come artefatto un largo mantello capace di rendersi invisibile e con all'interno una vera e propria casa, con tutti i comfort. Attualmente sta cercando, insieme a Setsuna, Chachamaru, Asakura, Sayo, Ku e Haruna, un portale che permetta loro di tornare sulla Terra. E le loro indagini le hanno condotte alle rovine dell'antica Ostia, dove Fate tiene prigioniere Asuna e Anya.
Nell'anime, dopo il Pactio con Negi, siglato nell'episodio 26, la si vede avvolta in uno sgargiante abito rosso, in stile cinese, mentre brandisce una shuriken di proporzioni colossali.

### Chizuru Naba
Chizuru Naba (那波 千鶴?) è la 21ª studentessa della classe, dal carattere calmo e materno. Fra tutte le ragazze della 3ª A è probabilmente la più matura. È una persona gentile con tutti, volontaria al centro di assistenza cittadino e membro del club di astronomia. In alcune situazioni tuttavia può diventare spaventosa (pur conservando sempre un dolce sorriso) e farsi rispettare da tutti. Le sue compagne di stanza sono Ayaka Yukihiro, per cui ha un'ammirazione e devozione sconfinata, e Natsumi Murakami, che tratta da sorella minore. A loro si aggiungerà successivamente Kotaro che Chizuru farà passare per fratello di Natsumi per non aver problemi con Ayaka, assurgendo al ruolo di "grande sorella" più o meno come Asuna con Negi.
Nell'anime, dopo il Pactio con Negi, siglato nell'episodio 26, la si vede vestita con un lungo abito, che dissimula la sua vera forza. Il patto con Negi le procura il controllo sulle stelle e sulla luce in genere.

### Fuuka Narutaki
Fuuka Narutaki (鳴滝 風香?) è la 22ª studentessa della classe. È la maggiore delle due gemelle Narutaki, oltre ad essere la più dinamica, sempre alla ricerca di spunti e stimoli nuovi che possano mettere in risalto la sua dote più evidente: la capacità di cacciarsi sempre nei guai. Insieme alla gemella Fumika, la si vede spesso gironzolare intorno a Kaede Nagase e le tre formano insieme un trio del tutto atipico, ma affiatato.
Insieme a Fumika, Fuuka fa parte del club di escursionismo e, nel manga, prende parte alla guerra che si scatena fra i maghi e Chao Lingshen, durante l'ultimo dei tre giorni del Mahora Festival.
Nell'anime, dopo il Pactio con Negi, siglato nell'episodio 26, la si vede insieme a sua sorella, mentre mette in pratica gli insegnamenti di Kaede nella tecnica ninja dello sdoppiamento.

### Fumika Narutaki
Fumika Narutaki (鳴滝 史伽?) è la 23ª studentessa della classe. È la minore delle due gemelle Narutaki, oltre ad essere la più posata. Trascorre la maggior parte del suo tempo nel tentativo di dissuare Fuuka dal portare avanti le sue idee bizzarre, sebbene i suoi sforzi sovente siano del tutto vani.
Insieme a Fuuka, la si vede spesso gironzolare intorno a Kaede Nagase e le tre formano insieme un trio del tutto atipico, ma affiatato. Inoltre, e sempre insieme alla gemella, Fumika fa parte del club di escursionismo e, nel manga, prende parte alla guerra che si scatena fra i maghi e Chao Lingshen, durante l'ultimo dei tre giorni del Mahora Festival.
Nell'anime, dopo il Pactio con Negi, siglato nell'episodio 26, la si vede insieme a sua sorella, mentre mette in pratica gli insegnamenti di Kaede nella tecnica ninja dello sdoppiamento.

### Satomi Hakase
Satomi Hakase (葉加瀬 聡美?) è la 24ª studentessa della classe e l'esperta di robotica del Fuuka Gakuen. È la migliore amica di Chao Lingshen, oltre ad essere la creatrice di Chachamaru. È anche un membro del club di robotica e del Jet Propulsion society dell'istituto Mahora. Quello che non sa lei lo sa Chao Lingshen e viceversa.
Passa buona parte del suo tempo ad occuparsi di Chachamaru ed il suo attuale progetto di ricerca principale è riuscire a coniugare Scienza e Magia. Poiché controlla la memoria di Chachamaru, deve essere a conoscenza del segreto di Negi, ma tutta la sua devozione è rivolta a Chao. Infatti, aiuta quest'ultima in qualunque cosa e insieme a lei allestisce il Torneo di Arti Marziali del Mahora Gakuen. È la vice-leader dell'armata d'invasione marziana e sarà lei a portare a termine l'incantesimo finale, anche dopo la sconfitta di Chao Ling Shen.
Nell'anime, dopo il Pactio con Negi, siglato nell'episodio 26, la vediamo indossare il suo fido camice bianco, e sulla schiena una specie di zaino da cui fuoriescono due grosse braccia meccaniche, che decuplicano la forza dei suoi colpi.

### Chisame Hasegawa
Chisame Hasegawa (長谷川 千雨?) è la 25ª studentessa della classe. È una maniaca del computer e conduce una doppia vita: in pubblico seria e posata, ma nella vita privata diventa Miss Chiu, la più popolare idol della rete. Maniaca del cosplay, ama ritoccare le sue foto sexy e pubblicarle sul suo sito web a favore dei suoi fan. Per altro, in principio le sole persone che conoscono la sua doppia vita sono Negi Springfield, Kotaro, Kazumi Asakura, Ayaka Yukihiro e Makie Sasaki. Scontrosa e dotata di uno spiccato cinismo, odia in particolare Chachamaru Karakuri, Mana Tatsumiya, le gemelle Fuuka e Fumika Narutaki, Kū Fei, Chao Lingshen, Evangeline A.K. McDowell, Kaede Nagase, Zazie Rainyday e soprattutto Negi, persone che considera folli a causa della loro peculiare apparenza o dei loro modi di fare spesso incomprensibili e al limite del razionale. In realtà, ha un fortissimo terrore di essere a sua volta pazza a causa del suo hobby, fatto che lei nega a sé stessa, ma che si rivela evidente durante il Cosplay Contest durante il quale va in panico totale una volta di fronte al pubblico.
Al torneo di Arti Marziali, col semplice ragionamento, si rende conto di come Negi sia un mago e suo malgrado cerca di aiutare lui e gli altri maghi, contrastando con le misere forze a disposizione il tentativo di Chao Lingshen di rivelare la verità sui maghi attraverso la rete. Lo fa siglando un Pactio con Negi, che le permette di viaggiare con la magia dentro internet, e sfrutterà tale potere per impedire a Chao di diffondere nel web le prove sull'esistenza dei maghi.
Nonostante sia un po' recalcitrante, alla fine parte insieme all'Ala Alba per il mondo magico: qui si perde come tutti gli altri a causa della distruzione del portale. Viene ritrovata da Negi e Chachamaru, li seguirà nella ricerca degli altri e finirà per diventare una preziosa consigliera per Negi, soprattutto durante l'allenamento con Rakan, durante il quale Chisame si accorge di volere veramente bene al suo piccolo professore. Nell'anime, dopo il Pactio con Negi, siglato nell'episodio 26, la vediamo vestita da idol, con un vestitino rosa e un grembiule bianco, con tanto di cappello di paglia con nastro in tinta. Brandisce una bacchetta magica che lancia un raggio a forma di cuoricini rosa.

### Evangeline A.K. McDowell
Evangeline A.K. McDowell (エヴァンジェリン・アタナシア・キティ・マクダウェル?), il cui nome per esteso è Evangeline Athanasia Katherine "Kitty" McDowell, è la 26ª studentessa della classe, ed è in realtà una vampira, uno Shinso per la precisione, di origine scozzese.
È nata durante la guerra dei cent'anni, mutata in non-morto all'età di dieci anni e sconfitta ed imprigionata da Nagi Springfield, padre di Negi, nell'Istituto Mahora, quindici anni prima degli eventi attuali. A causa di tale maledizione, Evangeline è confinata all'interno del Mahora Gakuen e non può in alcun modo allontanarsene, a meno che non beva il sangue di Negi, discendente diretto del Master che la imprigionò, o che il preside dell'Accademia non firmi un permesso speciale ogni cinque secondi, per garantire la sua libertà provvisoria. È una maga potentissima, specializzata in magie di ghiaccio, ed è temuta anche dal preside dell'istituto Mahora. Anche priva dei suoi poteri è un avversario potentissimo, come dimostra lo scontro con Setsuna durante il Torneo del Mahora Gakuen. È anche il primo avversario di rilievo di Negi.
Le sole persone che conoscono davvero Evangeline sono Chachamaru e Chachazero. Adora giocare a Go, così come anche la cerimonia del tè, a tal punto da far parte del club relativo insieme a Chachamaru. Nei riguardi di Negi Springfield, figlio del suo peggior nemico, Evangeline prova sentimenti contrastanti. Da un lato lo vede come uno strumento per riacquisire la libertà perduta, dall'altro sembra attratta dagli atteggiamenti del giovane mago, a tal punto da accettarlo come suo apprendista.
Nei quarti di finale del Grande Torneo delle Arti Marziali, organizzato da Chao Lingshen, si lascia sconfiggere da Setsuna.
Ma durante il tentativo di Chao di svelare l'esistenza della magia al mondo, Evangeline si limita ad assistere agli eventi, avendo stipulato un patto di neutralità con Chao. Nell'anime, dopo il Pactio con Negi, siglato nell'episodio 26, la vediamo indossare un succinto abito nero e il suo fido mantello.

### Nodoka Miyazaki
Nodoka Miyazaki (宮崎 のどか?) è la 27ª studentessa della classe. Grande appassionata di libri, è membro del club di esplorazione della biblioteca ed è soprannominata da tutti Honya-chan, "la libraia". Dopo che Negi la salva da una brutta caduta (evento che si ripete a causa della sua abitudine di portare troppi libri insieme), Nodoka, che in generale ha paura dei ragazzi, comincia ad innamorarsi di lui. Nodoka è anche la seconda studentessa con cui Negi stabilisce un Pactio ed il suo artefatto magico è un diario ("Ejus diarium") che le permette di leggere i pensieri altrui. Sulla carta del Pactio che rappresenta il suo legame con Negi, compaiono i seguenti titoli: retorica, grammatica, filosofia, aritmetica, geometria, astronomia e musica, ossia le sette materie delle Arti liberali.
Come tutte le sue compagne, si perde nel mondo magico a causa della distruzione del portale, venendo ritrovata da una squadra di cacciatori di tesori, di cui entra a far parte. Quando poi vengono attaccati da alcuni mercenari assoldati apposta per dare la caccia al gruppo di Negi, viene soccorsa prima da Setsuna e Kaede, e poi da Asuna e Negi. Negi la salva e così Nodoka può riunirsi, insieme ai suoi nuovi amici, ai membri dell'Ala Alba.
Nell'anime, dopo il Pactio con Negi, siglato nell'episodio 26, la si vede indossare un buffo vestito bianco, dotato di cappuccio con le orecchie e di uno zaino a forma di coniglio di peluche.

### Natsumi Murakami
Natsumi Murakami (村上 夏美?) è la 28ª studentessa della classe. Fa parte del club di teatro, adora recitare, ma odia il suo corpo poco maturo. All'interno del dormitorio dell'istituto Mahora, condivide la stanza con Chizuru Naba e Ayaka Yukihiro, oltre che con Kotaro, il quale su suggerimento di Chizuru viene fatto passare proprio come suo fratello.
Quando l'Ala Alba giunge nel Galles, dal quale partirà per recarsi nel mondo magico, Natsumi li segue di nascosto, e per sbaglio finirà anche lei nell'altra dimensione, insieme ad Akira, Ako, Yuna e Makie. Dispersa nel mondo magico a causa della distruzione del portale, si ritroverà, insieme ad Akira e Ako, costretta a lavorare come cameriera per saldare dei debiti. Negi e Kotaro le troveranno e combatteranno in un'arena per ottenere il denaro necessario a riscattare lei e le sue due amiche.

### Ayaka Yukihiro
Ayaka Yukihiro (雪広 あやか?) è la 29ª studentessa della classe. Ricca e snob rappresentante di classe, secondogenita della famiglia Yukihiro, Ayaka è l'unica ad essere in grado di tenere a bada la 3°A. Amica d'infanzia di Asuna Kagurazaka, è legata a quest'ultima da un rapporto conflittuale di odio e amore. Inoltre, ha una forte infatuazione per Negi che è convinta necessiti di una figura materna. Dietro a questo atteggiamento molto protettivo, in realtà si nasconde una profonda ferita dovuta alla sua infanzia, quando cioè sua madre perse il fratellino da lei tanto atteso.
Nella scuola, oltre ad essere la rappresentante della classe 3° A, Ayaka è membro del club di equitazione e di ikebana ed è compagna di stanza di Natsumi Murakami e Chizuru Naba. Nell'anime, dopo il pactio con Negi, siglato nell'episodio 26, la si vede vestire un lungo abito blu in stile vittoriano, e il suo potere sembra essere lo "sfondo floreale".

### Satsuki Yotsuba
Satsuki Yotsuba (四葉 五月?) è la 30ª studentessa della classe e la sola ragazza in sovrappeso della classe 3° A, fattore questo che tradisce il suo amore quasi viscerale per la buona cucina. Tant'è che adora cucinare e fa parte del club relativo. Satsuki è anche la cuoca ufficiale del Chao Bao Zi, il ristorante gestito da Chao Lingshen. Per il suo carattere sempre disponibile e per il suo modo di fare simile a quello di una matrona che sa il fatto proprio, Satsuki è anche una delle persone più rispettate dell'intero istituto Mahora.
Durante il festival del Mahora resterà in disparte, tuttavia aiuterà Takamichi a fuggire dalla prigione in cui l'aveva rinchiuso Chao subito dopo lo scontro al torneo tra il professore e Negi. Nell'anime, dopo il Pactio con Negi, siglato nell'episodio 26, la vediamo nei suoi comodi abiti da cuoca, all'interno del suo carro-ristorante, intenta a sfornare manicaretti che delizieranno i nemici, mettendoli al tappeto.

### Zazie Rainyday
Zazie Rainyday (ザジ・レイニーデイ?) è la 31° e più misteriosa studentessa della 3ª A. Di lei, non si sa nulla e per contro Zazie non parla quasi mai. È sempre accompagnata dal suo uccellino. È nel club di prestidigitazione e membro del club acrobatico e del "Nightmare Circus". Ha una lacrima dipinta sulla sua guancia sinistra ed una linea verticale sulla parte destra del viso. Il suo regalo d'addio per Chao Ling Shen è un draghetto, il che è esplicativo sulle sue origini.
Nell'anime, dopo il Pactio con Negi, siglato nell'episodio 26, la si vede vestita da giullare, in equilibrio sul ramo di un albero, intenta a lanciare sciami di carte da gioco affilate come rasoi verso i nemici.

## Personaggi dell'Istituto Mahora

### Konoemon Konoe
Konoemon Konoe (近衛 近右衛門?, Konoe Konoemon) è il preside dell'istituto Mahora e il nonno di Konoka Konoe. È lui che assegna Negi ad Asuna e Konoka ed è il capo dell'Associazione Magica del Kanto. Il suo "Hobby" è organizzare Honyai, ossia incontri a scopo matrimoniale, in particolare per sua nipote. La ragione di questa specifica attenzione è dovuta all'importanza che ha Konoka per l'equilibrio tra Est ed Ovest. Ad esempio uno dei più riusciti è quello tra sua figlia e il capo dell'Associazione Magica del Kansai, il padre di Konoka, che ha permesso di ridurre la tensione tra le due controparti. Sfortunatamente, molte tensioni persistono e molti a Kyōto sono contrari a questa pacificazione come Chigusa Amagasaki. Ragion per cui affida a Negi il compito di recapitare una lettera di pace in occasione del viaggio scolastico della 3°A. Quando Amagasaki rapisce Konoka dal Quartier Generale dell'Associazione Magica del Kansai, il preside invia Evangeline e Chachamaru come rinforzo. È doppiato in giapponese da Mahito Tsujimura.

### Takamichi T. Takahata
Takamichi T. Takahata (高畑・T・タカミチ?, Takahata T. Takamichi), o Takahata-sensei, è l'insegnante titolare della 2ª A che Negi sostituisce all'Accedemia Mahora. Takahata è uno degli amici di Nagi e membro regolare della sua compagnia (di cui comunque già faceva parte), da quando il suo maestro resta ucciso davanti ad Asuna bambina. È molto forte in combattimento ma Negi riesce comunque a sconfiggerlo nel 1º turno del torneo di Arti Marziali dell'istituto Mahora, anche se, come sottolinea Evangeline, se si fosse trattato di un vero combattimento, non sarebbe durato 10 secondi. Takahata rassomiglia molto a Seta di Love Hina. È doppiato in giapponese da Norihiro Inoue.

### Shizuna Minamoto
Shizuna Minamoto (源 しずな?, Minamoto Shizuna) è la consigliera scolastica di Negi. È anche la responsabile dell'infermeria della scuola. Apparentemente tra lei e Takamichi esiste una relazione non ben specificata. È doppiata in giapponese da Kikuko Inoue.

### Nitta "il Demone"
Nitta "il Demone" è il responsabile delle attività extradisciplinari dell'Istituto Mahora ed è temuto da tutte le studentesse. La punizione tipica che assegna è in ginocchio in un luogo pubblico per ore, come nel caso del "Love-Love Kiss Game" organizzato da Kazumi Asakura.

### Sakura Mei e Takane D. Goodman
Sakura Mei (佐倉 愛衣?) e Takane D. Goodman (高音・Ｄ・グッドマン?) sono due membri del Magic Security Committee dell'Istituto Mahora. Sakura Mei ha un'alta "sensibilità" sulla presenza di attività magiche mentre Takane D. Godman è in grado di evocare ed usare le ombre come soldati e per combattere. Partecipano al Torneo di Arti Marziali dell'Istituto Mahora per controllare le attività di Chao Lingshen ma entrambe vengono eliminate: Sakura da Kotaro al primo turno e Takane da Negi al secondo turno. Accompagnano Asuna Kagurazaka & Co nell'operazione di ricerca e salvataggio del prof. Takahata e di Chibi-Setsuna nella base di Chao Lingshien.

### Cocone Fatima Rosa
Cocone Fatima Rosa (ココネ・ファティマ・ロザ?, Kokone Fatima Roza) è la compagna di Misora Kasuga ed è dotata di poteri telepatici. Come lei veste con l'abito da suora ed è un adepto del clan dei maghi anche se altri suoi poteri sono sconosciuti.

### Eiko
Eiko è una liceale del 2º anno del Mahora Gakuen (St. Ursula Institute). Fa la sua prima apparizione in occasione della sfida di dodgeball con la 2ª A. È la leader della classe e della squadra del "Giglio Nero". Visto il grande successo che il personaggio ha ottenuto, è riproposta spesso nel corso della serie da Akamatsu in apparizioni cameo o con un ruolo più attivo, come nell'episodio dedicato a Mana Tatsumiya e ad Ako Izumi.

## Personaggi di Kyoto

### Eishun Konoe
Eishun Konoe (近衛 詠春?, Konoe Eishun) è il padre di Konoka Konoe e capo dell'Associazione Magica del Kansai. Durante la sua giovinezza, fu compagno d'avventure di Nagi Springfield e insieme combatterono in una guerra tra maghi 20 anni prima degli eventi attualmente narrati in Negima, guerra di cui Eishun porta molte cicatrici sul corpo. Non ha detto nulla a Konoka sul suo passato e sui suoi poteri, augurandosi che la figlia potesse avere un'esistenza normale e per proteggerla l'ha mandata a studiare all'Istituto Mahora con Setsuna Sakurazaki come sua guardia del corpo.

### Chigusa Amagasaki
Chigusa Amagasaki (天ヶ崎 千草?) è un'incantatrice ying-yang dell'Associazione Magica del Kansai. Nutre un profondo odio per il Kantō a causa della guerra scoppiata 20 anni prima degli eventi attualmente narrati in Negima e durante la quale i suoi genitori rimasero uccisi. Cerca quindi di impedire la riappacificazione fra l'Associazione Magica del Kantō e quella del Kansai e, per far ciò, cerca di rapire Konoka per risvegliare il "Ryoumen Sukunanokami" tramite l'immenso potere della ragazza ed ottenere così la sua vendetta. Assume tre mercenari per aiutarla nel suo piano: Kotaro, Tsukuyomi e "Fate Averruncus". Pur riuscendo ad evocare il demone, viene facilmente sconfitta da Evangeline A.K. MacDowell. È attualmente sotto custodia dell'Associazione Magica del Kansai. Il suo nome è quello di una delle assistenti dell'autore Ken Akamatsu.

### Kotaro Inugami
Kotaro Inugami (犬上 小太郎?, Inugami Kotarō), conosciuto nell'Istituto Mahora come Kotaro Murakami, è uno dei tre mercenari assunti da Amagasaki. È uno yōkai, esattamente come Setsuna, oltre ad essere un esperto nel combattimento corpo a corpo magico e nel ninjutsu ed in grado di evocare cani ai suoi ordini. Inizialmente disprezza Negi accusandolo di debolezza e codardia a causa dell'abitudine dei maghi occidentali di lasciar combattere i propri minister. Tuttavia cambia opinione quando Negi lo sconfigge sia nel combattimento magico che nel corpo a corpo. Cerca una rivincita quando Negi è impegnato nel tentativo di salvare Konoka, ma il combattimento è interrotto dall'intervento Kaede Nagase.
Preso in custodia dall'Associazione Magica del Kansai, fuggirà per avvertire Negi del pericolo della comparsa del Barone Wilhelm. Sconfiggerà il barone insieme a Negi, di cui diventerà amico. Attualmente vive nella stanza di Chizuru Naba, Ayaka Yukihiro e Natsumi Murakami, della quale ha adottato il cognome. Dopo l'eliminazione dal Torneo delle Arti Marziali organizzato da Chao Lingshen, Kotaro deciderà di prendere lezione di combattimento da Kaede. Combatterà con Negi nella battaglia contro l'esercito di Chao, andrà con lui nel Mondo Magico, e verrà separato dagli altri a causa della distruzione del portale. Ricongiuntosi con parte del gruppo, parteciperà con Negi ad un torneo a Ostia per riscattare Ako, Natsumi e Akira.

### Tsukuyomi
Tsukuyomi (月詠?) è una spadaccina Shinmeiryuu della tecnica a due spade e una dei tre mercenari assunti da Amagasaki. Ammira Setsuna, che chiama sempai ed adora il cosplay, in particolare lo stile Gothic Lolita.
A Kyoto il combattimento con Setsuna è interrotto da Mana Tatsumiya e Kū Fei e dopo che Evangeline sconfigge il demone "Ryoumen Sukunanokami", evocato da Amagasaki, Tsukuyomi si ritira insieme con gli altri mercenari. Rientrerà in scena nel mondo dei maghi al servizio di Fate. Tsukuyomi è una maniaca degli scontri, e sembra provare una sorta di estasi (pure con valenze sessuali) quando combatte.

### Fate Averruncus
Fate Averruncus (フェイト・アーウェルンクス?), il cui vero nome è Tertium, è uno dei tre mercenari assunti da Amagasaki. Arrivato in Giappone da Istanbul, è un ragazzino esperto sia in magia occidentale che orientale ed è molto più addestrato e preparato di Negi. Le ragioni per cui aiuta Amagasaki non sono chiare, sebbene sia evidente che non sia per la paga da mercenario.
Forse non è neppure un essere umano, dato che a Kyoto viene sconfitto da Evangeline, la quale ammette che probabilmente il corpo di Fate è solo una marionetta.
Riappare nel mondo magico quando distrugge il portale che collega questo mondo a quello normale, provocando la dispersione del gruppo di Negi. In seguito ad Ostia si presenterà a Negi, proponendogli di tornarsene tranquillo nel suo mondo e di non interferire più con i suoi piani (in realtà voleva sigillare con un artefatto il potere di Negi e impadronirsi di Asuna, cosa quest'ultima che gli riesce).
Per i piani di Fate, Asuna è fondamentale, e dopo averla catturata, intende risvegliarne la memoria. In seguito si scoprirà che Fate appartiene ad una misteriosa organizzazione chiamata Kosmos Entelechia, che per ragioni sconosciute vuole distruggere il mondo magico ed è la responsabile della grande guerra tra maghi scoppiata venti anni prima.
Fate ha cinque ragazze come ministra magi: Shirabe, Homura, Shiori, Koyomi e Tamaki, a lui fedelissime e che tratta in maniera molto corretta. I piani di Fate sono misteriosi: interrogato da Tsukuyomi, sua alleata, afferma di voler salvare il mondo normale e per questo cerca il più possibile di non fare vittime tra gli abitanti di quest'ultimo, perché altrimenti, a suo dire, non starebbe più dalla parte della giustizia.

## Personaggi del Galles

### Nagi Springfield
Nagi Springfield (ナギ・スプリングフィールド?, Nagi Supuringufīrudo), conosciuto come il "Thousand Master", è un mago leggendario che si suppone conosca 1000 incantesimi ed è il padre di Negi Springfield. Altra possibile spiegazione del suo nome è l'aver stipulato un Pactio con più di 1000 differenti ragazze (anche se questa possibilità è poco fondata visto che successivamente viene detto che la sua tecnica di combattimento rendeva superfluo l'avvalersi di minister) ma la motivazione comunemente ritenuta più efficace è relativa alla potenza degli incantesimi, 1000 volte più potenti del normale, come dimostra la maledizione inflitta ad Evangeline A.K. McDowell. La sua modalità di combattimento è di "spadaccino magico" ossia in grado di usare in maniera combinata combattimenti corpo a corpo ed incantesimi. Nagi ed i suoi amici (Eishun, padre di Konoka, Takamichi, 'Sanders', Gatou, Jack Rakan e il misterioso Zect) formarono un gruppo denominato Ala Rubla e combatterono in una guerra tra maghi di natura sconosciuta quando lui aveva 15 anni, 20 anni prima degli avvenimenti correnti in Negima.
Dopo la guerra, Nagi divenne famoso per i suoi atti eroici ed ebbe il soprannome di "Thousand Master". Scomparve 10 anni prima degli attuali avvenimenti, nel 1993, lo stesso anno di nascita di Negi. Nessuno sa cosa gli sia accaduto ma generalmente si assume che sia morto. Quando Negi era un bambino non credeva alla storia della morte di suo padre ed era convinto che se lui si fosse trovato in pericolo, Nagi sarebbe tornato per aiutarlo, ed a tal fine, cercò di mettersi nei guai proprio per richiamare su di sé l'attenzione del padre. Ed effettivamente, quando 6 anni prima degli eventi attuali i demoni attaccarono il villaggio dove Negi e Nekane vivevano, Nagi tornò davvero per salvarli sconfiggendo i nemici. In quell'occasione donò a Negi il suo bastone. Nel capitolo 54 viene introdotta per la prima volta la relazione esistente tra Nagi ed Asuna che, come verrà raccontato molto più avanti, è una principessa che lui e la sua compagnia avevano il compito di proteggere.

### Albert Chamomile
Albert Chamomile (カモミール・アルベール?, Kamomīru Arubēru), comunemente chiamato Kamo (カモ?), è un ermellino ladro-maniaco di biancheria femminile che Negi ha aiutato quando aveva 5 anni in Galles. Si presenta come inviato da Nekane in aiuto di Negi ma, come si scopre subito, in realtà è fuggito ai rigori della legge dopo aver rubato oltre 2000 capi di biancheria intima femminile. Infatti, qualora fosse il "famiglio" di un mago, non potrebbe essere incriminato per le sue colpe, ruolo che riesce ad ottenere convincendo Negi con una storia strappalacrime sulla sorella.
Poiché una delle punizioni date a i maghi è essere trasformati in ermellino, è lecito chiedersi se Kamo non sia un mago a sua volta. Si tratta comunque di un buon acquisto visto che, a parte il suo lato maniacale, si rivela essere un ottimo consigliere per Negi.
Da quando Asakura Kazumi scopre il segreto di Negi, spesso i due complottano insieme per ricavare un reciproco beneficio dalle "doti" del giovane mago. Ad esempio, Kamo convince Asakura a conservare il segreto di Negi e distruggere le prove esistenti, promettendole informazioni per i suoi scoop e collaborazione; inoltre insieme organizzano il "Kiss-Kiss Game" che frutterà loro audience con la trasmissione, molti "meal-ticket" con le scommesse e molte carte generate dal Pactio.

### Anya Yurievna Kokolova
Anya Yurievna Cocolova (アンナ•ユリエウナ•ココロウァ?) è un'amica d'infanzia di Negi e la sola diplomatasi con lui di cui si conosca il nome, inviata per il suo apprendistato come indovina a Londra. È un anno più grande di Negi ed è probabilmente innamorata di lui. Sua madre venne pietrificata durante l'attacco dei demoni al villaggio di Negi avvenuto sei anni prima degli eventi attuali. Anya raggiunge Negi in Giappone durante le vacanze estive e si aggrega all'Ala Alba durante il viaggio nel Mondo Magico. Ma a causa della distruzione del portale ad opera di Fate Averruncus, viene separata dagli altri. Per lungo tempo non si sa più nulla di lei, poi si scopre che è prigioniera di Fate.

### Nekane Springfield
Nekane Springfield è una cugina di Negi, che tuttavia sin da quando era piccolo gli ha fatto da sorella maggiore. Ha un carattere gentile ed affettuoso ed è lei a prendersi cura di Negi, dalla scomparsa del padre. Per Negi, lei ed Asuna sono simili anche se apparentemente tra le due non sussistono punti di contatto, specialmente nel carattere.
Sei anni prima degli eventi attualmente narrati in Negima, durante l'attacco dei demoni al villaggio dove Nekane viveva insieme a Negi, la ragazza fu quasi tramutata in pietra per proteggere il maghetto, venendo poi salvata dall'intervento del Thousand Master.

### Baron Wilhelm Josef von Herrmann
Baron Wilhelm Josef von Herrmann (ヴィルヘルム・ヨーゼフ・フォン・へルマン?, Viruherumu Yōzefu Fon Heruman) è uno dei demoni che attaccò il villaggio in cui vivevano Negi e Nekane 6 anni prima degli eventi attualmente narrati in Negima e che fu sigillato in una bottiglia magica da Nagi Springfield. La sua magia principale è la stessa di Fate Averruncus, cioè la pietrificazione.
Sfuggito in maniera ignota dalla sua prigionia, cattura con l'aiuto delle sue tre creature servitrici — Amee, Slime e Pudding — Setsuna Sakurazaki, Asuna Kagurazaka (di cui sfrutta il potere di neutralizzazione della magia come scudo protettivo contro Negi), Chizuru Naba, Kū Fei, Konoka Konoe, Nodoka Miyazaki e Yue Ayase, utilizzandole come esche per attirare nella sua trappola il giovane Negi.
Durante il combattimento contro Negi e Kotaro comunque alla fine ha la peggio, sebbene Wilhelm dichiari di agire in base ad ordini, il cui mandante resta sconosciuto, così com'era accaduto in occasione dell'attacco avvenuto sei anni prima.

### Albireo Imma
Albireo Imma (アルビレオ・イマ?, Arubireo Ima), conosciuto anche come Albedo Imago, è uno dei compagni di Nagi e compare durante il torneo di arti marziali organizzato da Chao Lingshen durante il Festival del Mahora Gakuen. Durante tali eventi, si dimostra protettore di Asuna, che aiuta nel combattimento con Setsuna, causando la furia di Evangeline, l'unica a riconoscerne la vera natura, sebbene Albireo si presenti sotto le false spoglie del Colonnello Sanders. Al di là di questo, comunque, la sua natura rimane un mistero, sebbene sia chiaro il fatto che sia a conoscenza di informazioni sul Thousand Master ed il passato di Asuna; è esperto nell'uso della magia gravitazionale. Ad ogni modo, e come scoperto da Kaede Nagase, l'attuale Albireo Imma non è altro se non un'immagine riflessa, come da lui stesso confermato e il suo corpo reale si trova a 4–5 km rispetto al campus del Mahora vero e proprio.
Nella finale del Grande Torneo di Arti Marziali dell'istituto Mahora, Albireo usa il suo artefatto che ha il potere di ricreare le fattezze, capacità e poteri delle persone da lui conosciute, per trasmettere a Negi un messaggio registrato da suo padre Nagi dieci anni prima.

### Gatou Kagura von Vandenberg
Gateau Kagura von Vandenburg (ガトウ・カグラ・ヴァンデンバーグ?, Gatō Kagura fon Vandenbāgu) è un altro dei compagni di Nagi e maestro di Takamichi nel "Magic Ki Fusion", ossia in una tecnica che combina ki orientale e magia occidentale chiamato anche "kanka", giacché quest'ultimo è incapace di usare incantesimi. All'apparenza sembra un Takamichi in versione più adulta, anche se la relazione tra i due è sconosciuta. Alla sua morte, il suo ultimo desiderio è che i ricordi di Asuna siano sigillati.

## Personaggi del Mondo Magico

### Arika Anarchia Enteofushia
Arika Anarchia Entheofushia è la principessa della famiglia reale di Ostia. Dopo la guerra viene incoronata regina, ma per la distruzione di Ostia viene chiamata la "Regina del Disastro" e condannata a morte. Durante la sua esecuzione viene salvata da Nagi, in un'azione quasi suicida, che le dichiara il suo amore. Dopo che la principessa ammette di ricambiarlo, il mago le chiede di sposarlo e di seguirlo sulla Terra, dove diventa la madre di Negi.
Non è ben chiara la sua parentela con la principessa imperiale del crepuscolo Asuna Vesperina Theotanasia Enteofushia, alias Asuna Kagurazaka. Nagi inizialmente pensa siano sorelle, ma questo non viene mai affermato esplicitamente. Il suo rapporto iniziale con Nagi è uguale a quello di Asuna con Negi: entrambe le principesse hanno l'abitudine di colpirli e dargli degli stupidi per come si comportano.